# 959
959 (CMLIX) je bilo navadno leto, ki se je po julijanskem koledarju začelo na soboto.

## Dogodki
- 1. januar

## Smrti
- Konstantin VII. Porfirogenet, cesar Bizantinskega cesarstva (* 905)